# Ổ trục chính

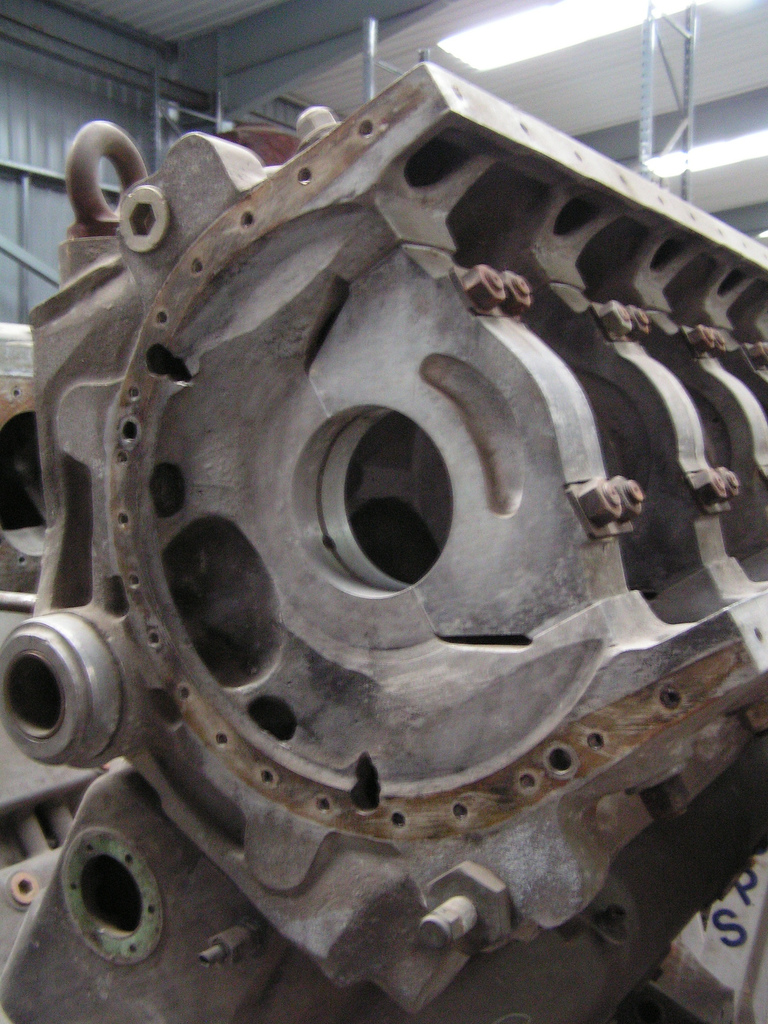
Nắp ổ trục chính sử dụng bốn bu-lông trong động cơ đầu kéo diesel kiểu Napier Deltic

Trong động cơ piston, ổ trục chính (tiếng Anh: main bearing) là ổ trục giữ trục khuỷu cố định và cho phép trục khuỷu quay trong khối động cơ.
Ổ trục chính thường là loại ổ trượt hoặc ổ ngõng trục được giữ cố định bởi khối động cơ và nắp ổ trục. Trên các động cơ khác nhau, số lượng ổ trục chính sẽ khác nhau, tương ứng với lực tác động sinh ra khi động cơ hoạt động.

## Số lượng ổ trục chính
Số lượng ổ trục chính chủ yếu được xác định bởi hệ số tải trọng tổng và tốc độ tối đa của động cơ. Nếu tăng số lượng ổ trục chính sẽ làm tăng kích thước và giá thành của động cơ, nhưng lại giúp giảm ứng suất uốn và độ võng gây ra ở đoạn trục khuỷu nối từ chốt khuỷu đến ổ trục gần nhất. Số lượng ổ trục và chốt khuỷu cũng có thể có ảnh hưởng đến sự cân bằng của động cơ; khi trục khuỷu ổn định hơn sẽ tránh được sự mất cân bằng do ứng suất uốn, nhưng việc tăng chiều dài hoặc chu vi trục khuỷu để chứa thêm ổ trục sẽ làm tăng quán tính quay của trục khuỷu, điều này có thể gây ra tác dụng ngược lại.